# Secusio atrizonata
Secusio atrizonata är en fjärilsart som beskrevs av George Francis Hampson 1910. Secusio atrizonata ingår i släktet Secusio och familjen björnspinnare. Inga underarter finns listade.

## Bildgalleri

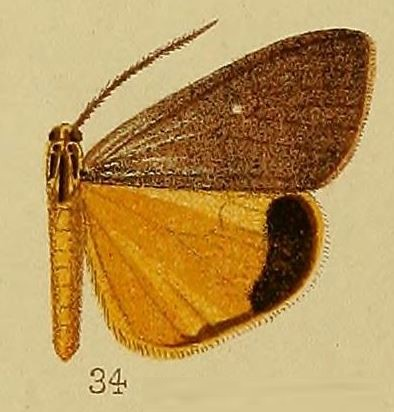